# Vält

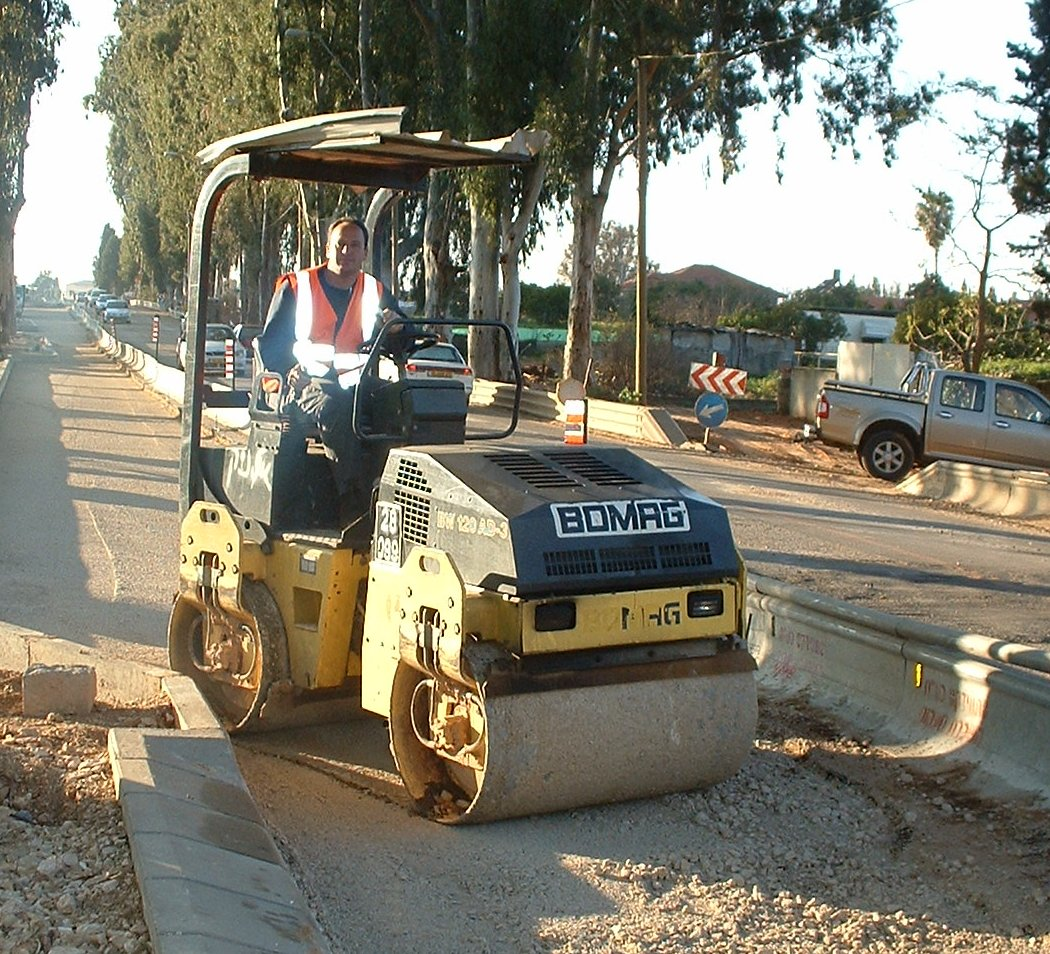
Modern vägvält

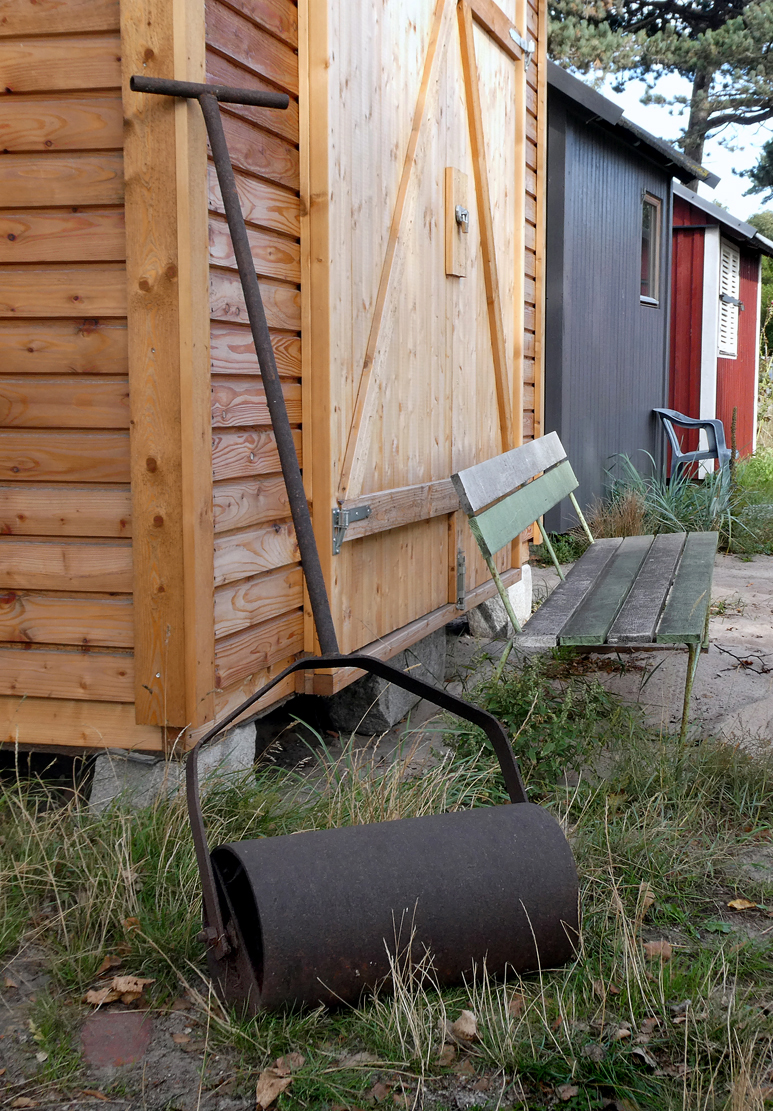
En handtrumla för mindre ytor som villaträdgård eller koloniträdgård.

En vält (med ett äldre namn även benämnd trumla eller ångvält) är en anläggningsmaskin som används för att komprimera och jämna ut vägbanor eller andra anläggningsarbeten som till exempel vid större grundläggningar.
Underlaget som komprimeras kan bestå av jord, grus, makadam eller asfalt.
Vältar finns i olika utförande och storlekar och ändamål. Modeller finns för bogsering efter traktor eller har egen motor för vältens framdrivning. Tidiga varianter drogs för hand eller av hästar. När industrialiseringen och krav på en snabbare utbyggnad av infrastruktur kom, mekaniserades även vägbyggandet. De första motoriserade vältarna drevs av en ångmaskin. En modern vält är utrustad med ramstyrning och har vibrator inbyggd i valsarna för att uppnå en effektiv komprimering av underlaget.
För att nå optimal packning, krävs det att jorden har rätt fukthalt. Ofta krävs mycket vattning för att nå optimal fuktkvot.

## Galleri

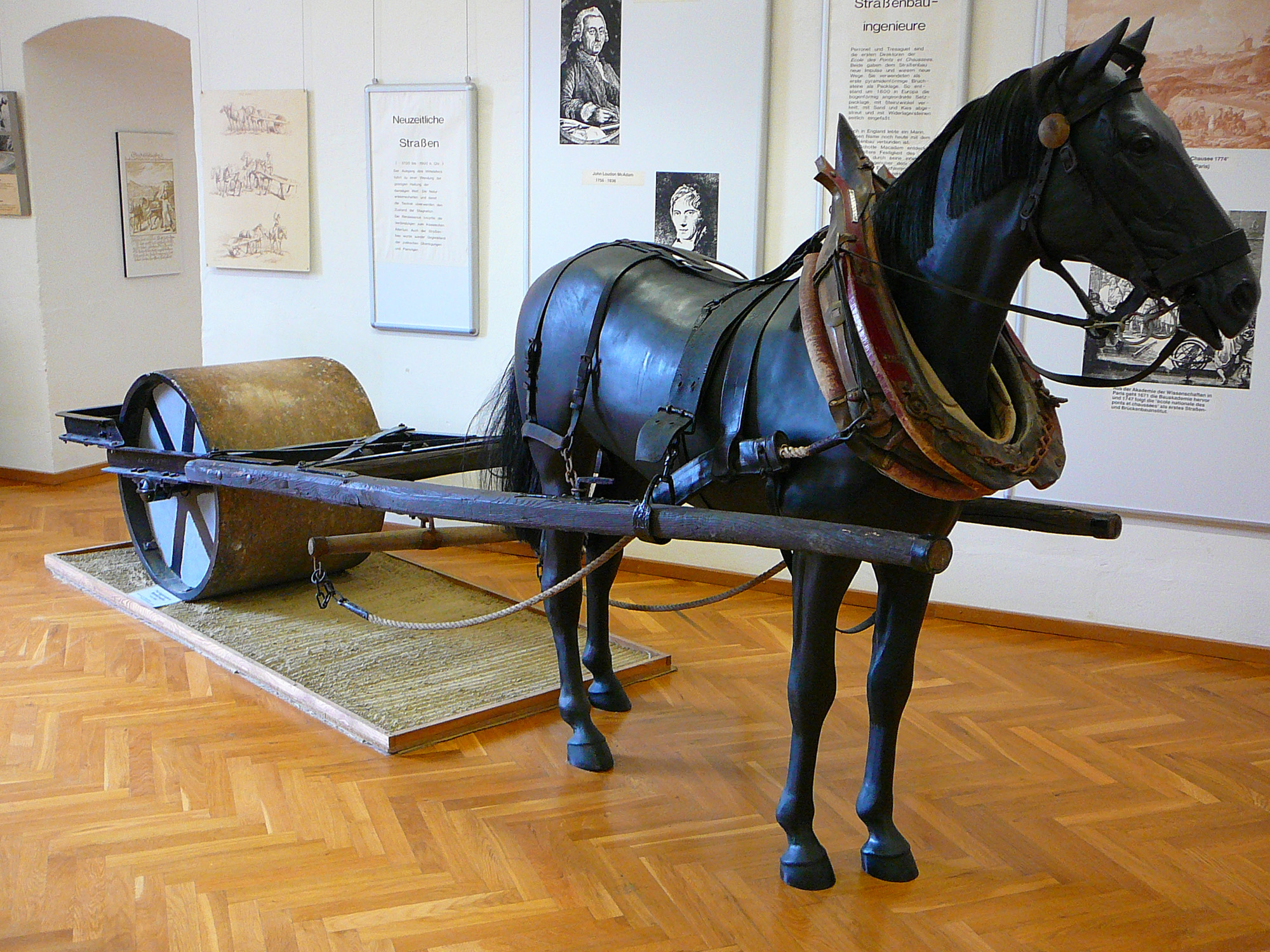
Vält dragen av en häst under 1800-talet.
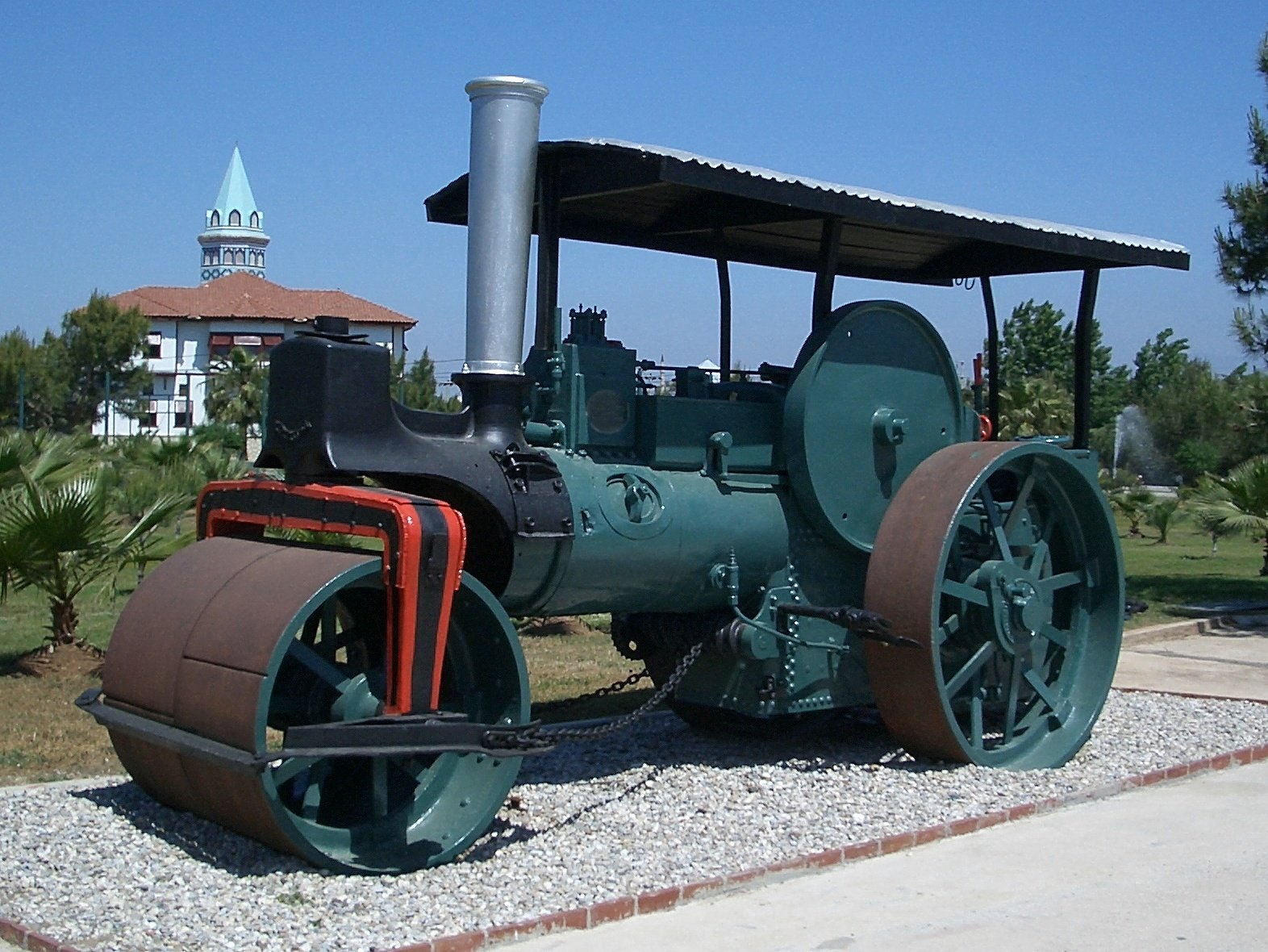
Ångdriven vält från 1902.
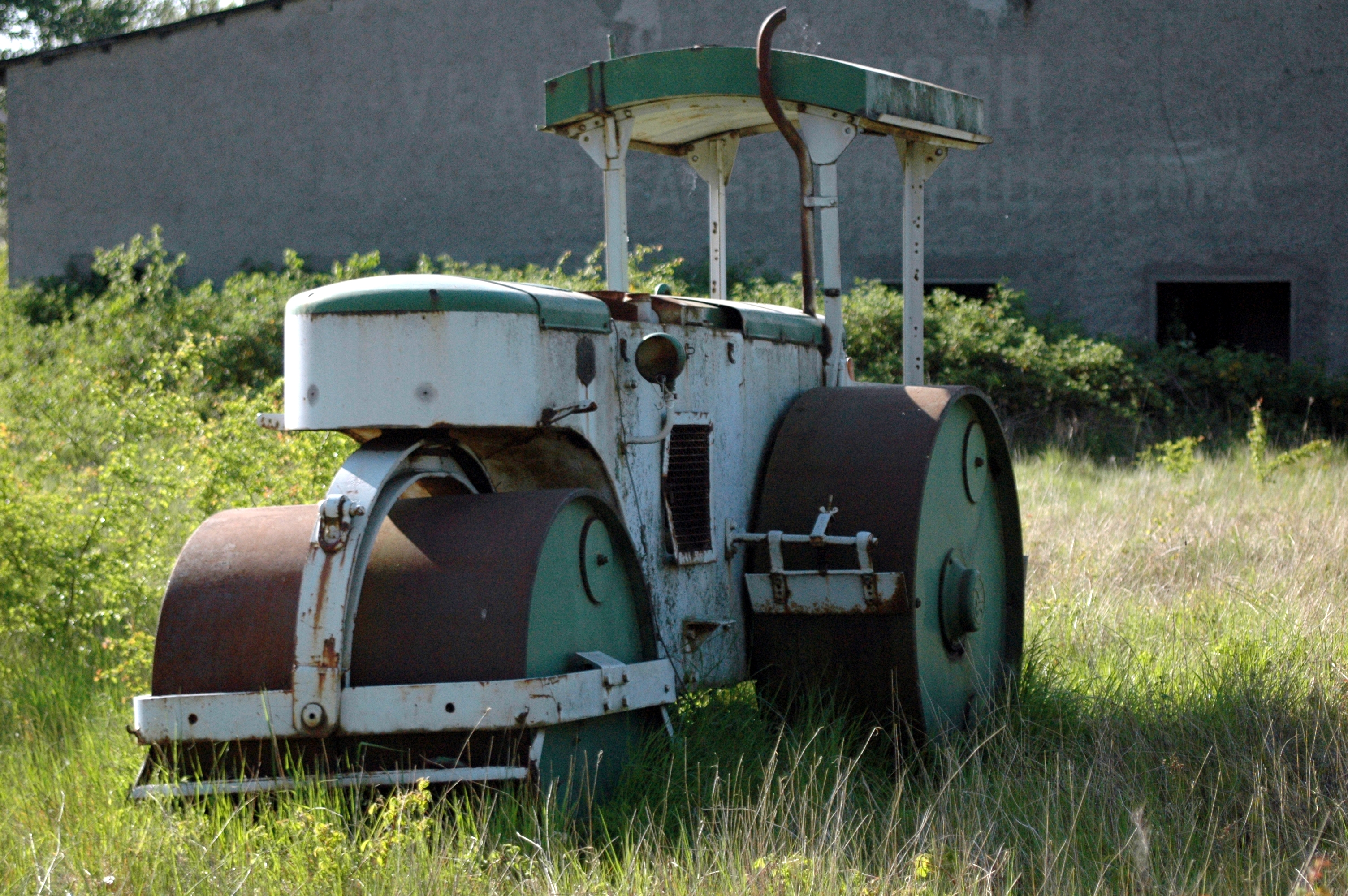
Trehjulig vält med dieselmotor från 1950-talet.
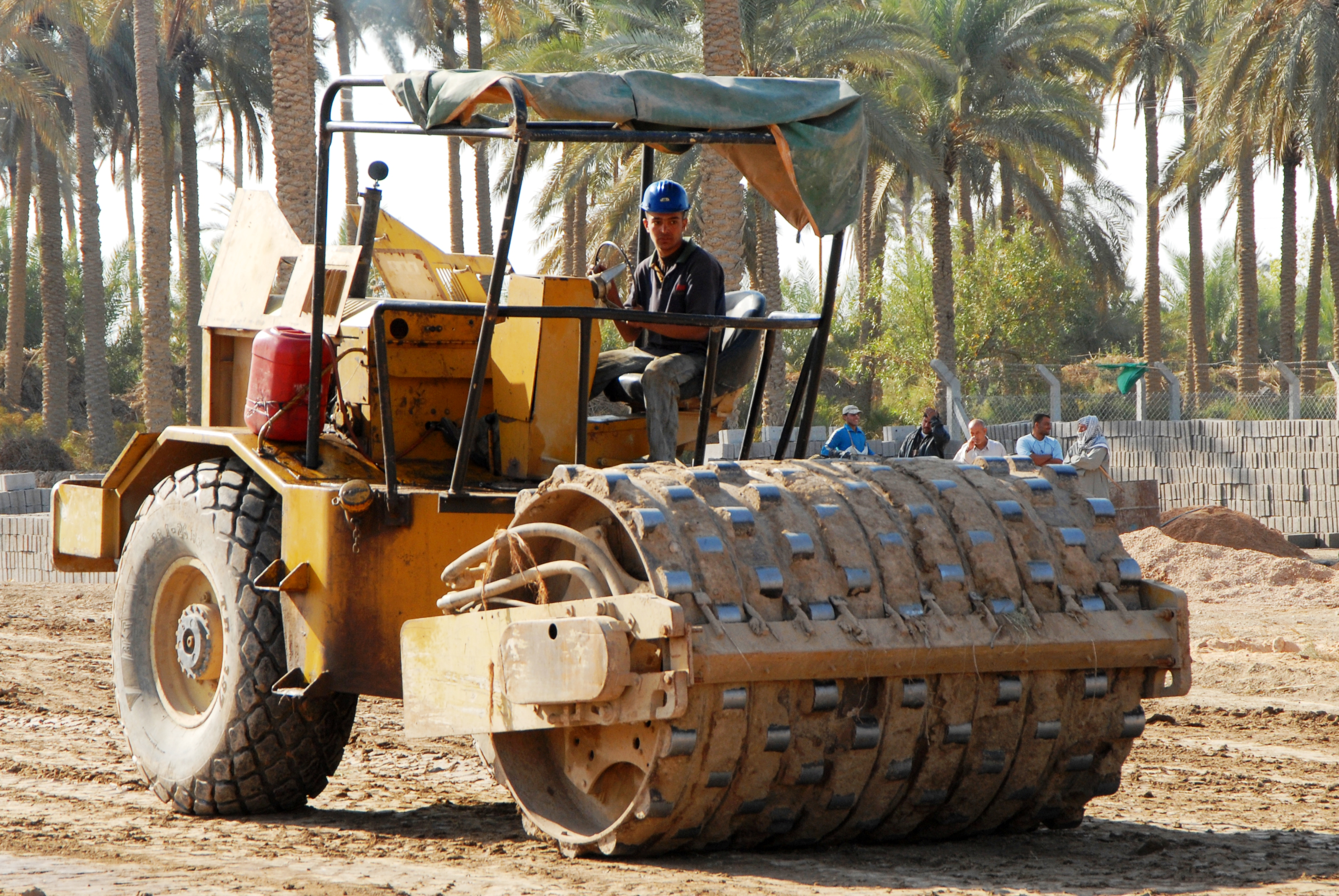
Kohesionsjord (ler och silt) packas betydligt bättre med en fårfotsvält än med en traditionell vält med vibrerande slät vals.